# Demetrio Angola
Demetrio Angola Langaveri (La Paz, 22 giugno 1965) è un ex calciatore boliviano, di ruolo attaccante.

## Caratteristiche tecniche
Giocava come attaccante centrale.

## Carriera

### Club
Nel 1990 Angola ebbe l'opportunità di debuttare in massima serie nazionale. La sua prima squadra fu il Wilstermann di Cochabamba: con la società rosso-blu disputò vari campionati, tra cui quello del 1994, in cui Angola marcò 12 gol e la sua formazione si piazzò seconda in campionato. Nel 1998 si trasferì al The Strongest di La Paz, dopo aver superato quota 100 presenze con il Wilstermann; con la compagine giallo-nera della capitale disputò una stagione. Nel 1999 passò al San José di Oruro, con cui chiuse la carriera a 35 anni.

### Nazionale
Il 14 maggio 1995 fece il suo esordio in Nazionale maggiore: sostituì Gutiérrez nell'amichevole di Cochabamba con il Paraguay. Segnò la sua prima rete il 18 giugno contro il Venezuela. Nello stesso anno venne incluso nella lista per la Copa América. Debuttò nella competizione l'8 luglio a Paysandú contro l'Argentina, subentrando a Mercado al 65º; dieci minuti dopo segnò il gol del provvisorio pareggio, prima della rete del definitivo 2-1 segnata dall'argentino Balbo. Giocò poi il 14 luglio contro il Cile, stavolta da titolare, e il 16 luglio con i padroni di casa dell'Uruguay. Nel 1996 giocò due incontri amichevoli con Cile e Colombia, mentre il 2 aprile 1997 debuttò nelle qualificazioni a Francia 1998, subentrando a Jaime Moreno nella gara con l'Argentina. Il 10 settembre scese in campo per l'ultima volta con la sua Nazionale, nella partita di Asunción con il Paraguay.